# Phespia corinna
Phespia corinna är en skalbaggsart som först beskrevs av Francis Polkinghorne Pascoe 1866.  Phespia corinna ingår i släktet Phespia och familjen långhorningar.
Artens utbredningsområde är:
- Costa Rica.
- Guatemala.
- Nicaragua.
- Panama.

Inga underarter finns listade i Catalogue of Life.